# لاوبن (اونترالگوی)
لاوبن (به آلمانی: Lauben) یک شهر در آلمان است که در اونترالگوی واقع شده‌است. لاوبن ۱٬۳۵۱ نفر جمعیت دارد.